# Gramadewata

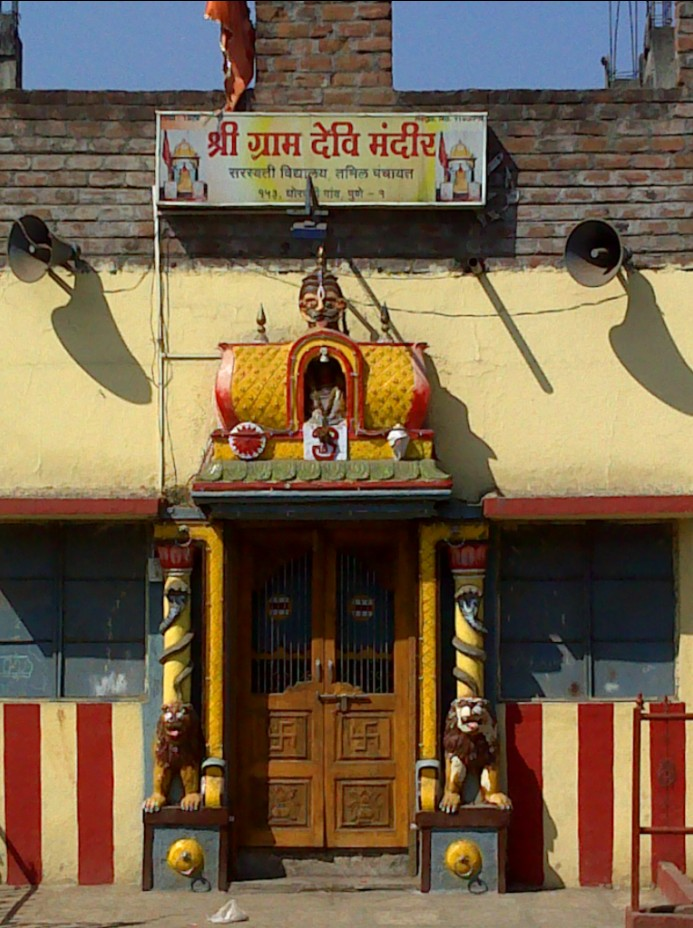
Świątynia lokalnej bogini

Gramadewata – klasa bóstw opiekuńczych w hinduizmie. Gramadewaty to wiejskie bóstwa ludowe, bóstwa wioskowe, o zakresie kompetencji
mistycznych, jak również kulcie ograniczonym do jednej lub kilku wsi. Niektóre z nich, jak Khandoba czy Taledźu, poprzez proces asymilacji osiągnęły szerszą popularność, jednak zasadniczo są to bóstwa nie należące do ogólnohinduskiego panteonu, i nie są wspominane w znanych mitach. Lokalne boginie czasami identyfikowane są z Durgą, lecz zachowują pewną niezależność, nie wchodzą w związki i innymi bogami, nie mają mężów.
Bóstw należących do tej kategorii jest tysiące, bardziej popularne z nich to:
- Śitala dewi, bogini ospy, na Południu jej odpowiednikiem jest Mariamman;
- Manasa, bogini chroniąca przed ukąszeniami węży, szczególnie popularna w stanie Bengal Zachodni
- Ajjanar, tamilski bóg opiekujący się chłopami[3].

Bóstwa gramadewata czci się najczęściej pod postaciami kamieni (np. nagakal dla bogini Manasy) ustawionych pod drzewem o znaczeniu kultowym.
Boginie wioskowe, jako boginie matki, mają miejsca kultu zlokalizowane najczęściej na terenie wsi, odmiennie w stosunku do bogin strażniczek granic wioski.